# Circulação dupla
Existente nos répteis, aves, anfíbios e mamíferos, a circulação sanguínea dupla entende-se como a existência de dois trajetos de circulação, o circuito pulmonar (sistema pulmonar) e a circulação sistêmica (circuito corpório). Nesse tipo de circulação, o sangue passa duas vezes pelo coração.
Existe dois tipos de circulação dupla: 
- Incompleta: tipo de circulação em que ocorre mistura do sangue venoso com o arterial no coração ou na comunicação entre a artéria aorta e a pulmonar. Presente em anfíbios e répteis.
- Completa: tipo de circulação em que não ocorre mistura do sangue venoso e arterial no coração. Presente em aves e mamíferos.